# Wallis (isola)
Wallis o ‘Uvea è un'isola vulcanica dell'Oceano Pacifico appartenente al territorio francese di Wallis e Futuna. Fa parte delle Isole Wallis, delle quali è l'isola principale e la maggiormente abitata, con 9.019 abitanti al censimento del 2013. Vi si trova la capitale del territorio: Mata Utu.